# بيركهولدرية شرهة كاذبة
بيركهولدرية شرهة كاذبة (الاسم العلمي: Burkholderia pseudomultivorans) هي نوع من البكتيريا، سلبية الغرام، تتبع جنس البيركهولدرية.